# Apollo Power
Apollo Power est une entreprise israélienne spécialisée dans le domaine des énergies renouvelables et tout particulièrement dans le solaire. Son cofondateur et directeur général est Oded Rozenberg.

## Historique
Le premier projet de toiture solaire a été installé en Israël en novembre 2021 et est capable de produire 120 kilowatts.
Apollo Power développe un film solaire, à savoir des panneaux solaires photovoltaïques, capable de tenir sur des surfaces telles des carrosseries de voitures ou d'avion. En ce sens, il existe une collaboration entre l'entreprise et Audi et Volkswagen.
En février 2022, elle annonce installer pour Amazon sur son site français de LIL1 à Lauwin-Planque l'installation dans un premier temps de panneaux solaires sur un cheminement piétonnier afin de recharger des vélos électriques et dans un second temps l'installation de panneaux solaires sur le toit dudit centre de distribution. Ce test porte le nom de projet Apollo.
Pour les toitures, l'entreprise a développé un module flexible qui arrive enroulé comme un tapis et qui est large de 2,04 mètres et long de 6,13 mètres pour un poids de trois kilogrammes au mètre carré. Il est adapté pour les toitures qui ne supporteraient pas le poids de panneaux solaires classiques. Les modules ont une grande résistance au vent car ils sont disposés à plat sur les toitures, dans le cas du site choisi pour le projet Apollo c'est avantageux car l'endroit est venteux, d'où l'implantation des parcs éoliens de l'Escrebieux et de la Plaine d'Escrebieux.